# باگرات وارطانیان
باگرات آبراهامی وارطانیان (ارمنی: Բագրատ Աբրահամի Վարդանյան؛  زادهٔ ۲۶ اوت ۱۸۹۴ - درگذشته ۱۸ اکتبر ۱۹۷۱) باغبان، کشاورز اهل ارمنستان بود.

## زندگی‌نامه
وی در ۷ سپتامبر [سبک قدیمی: ۲۶ اوت] ۱۸۹۴ در آراگاتس به دنیا آمد . همچنین برندهٔ جوایزی همچون نشان لنین (۱۹۶۶)، نشان پرچم سرخ کار (۱۹۴۴)، قهرمان کار سوسیالیست (۱۹۶۶)، نشان برجسته افتخار (۱۹۴۰) و نشان انقلاب اکتبر (۱۹۷۱) شده است. وی در ۱۸ اکتبر ۱۹۷۱ در سن ۷۷ سالگی در ایروان درگذشت.